# Mariana Juárez
María Anastasia Juárez Trejo (Pedregal de Santa Ursula, 29 de enero de 1980), también conocida como «La Barby» Juárez, es una boxeadora profesional mexicana. Es una ex campeona mundial de dos divisiones, ya que ostentó el título de peso mosca femenino del CMB de 2011 a 2012 y el título de peso gallo femenino del CMB de 2017 a octubre de 2020. A partir de noviembre de 2020, está clasificada como la segunda mejor peso gallo femenino activo del mundo por The Ring y quinta por BoxRec, así como la novena mejor femenina activa del mundo, libra por libra, por The Ring, y décimo por ESPN. Es la hermana mayor de la boxeadora campeona mundial Lourdes Juárez.

## Carrera profesional
Juárez hizo su debut profesional el 22 de mayo de 1998, anotando una victoria por nocaut (KO) en el segundo asalto sobre Virginia Esparza en la Ciudad de México, México.
Participó en la primera temporada de La casa de los famosos México, donde permaneció hasta el día 64 resultando la última eliminada de la competencia.

## Récord de boxeo profesional
| 72 Peleas    | 56 Victorias | 13 Derrotas |
| ------------ | ------------ | ----------- |
| Por Knockout | 20           | 3           |
| Por decisión | 36           | 10          |
| Empates      | 4            | 4           |

| No. | Resultado | Récord  | Oponente                | Método | Evento        | Fecha        | Localización                                                      | Notas                                                         |
| --- | --------- | ------- | ----------------------- | ------ | ------------- | ------------ | ----------------------------------------------------------------- | ------------------------------------------------------------- |
| 73  | Victoria  | 56-13-4 | Matshidiso Mokebisi     | TKO    | 9(10), (0:50) | 24 abr 2024  | Domo Corona del Hipódromo de las Américas, México                 | Por el título de peso supergallo femenino del CMB             |
| 72  | Derrota   | 55–13–4 | Mayeli Flores           | UD     | 8             | 10 jun 2023  | Toyota Arena, Ontario, California, Estados Unidos                 |                                                               |
| 71  | Derrota   | 55–12–4 | Yamileth Mercado        | UD     | 10            | 29 oct 2022  | Ciudad de México, México                                          | Por el título de peso supergallo femenino del CMB             |
| 70  | Derrota   | 55–11–4 | Jackie Nava             | UD     | 10            | 30 oct 2021  | Auditorio Fausto Gutierrez Moreno, Tijuana, México                | Por el título vacante WBC Diamond supergallo femenino         |
| 69  | Victoria  | 55–10–4 | Alejandra Soto Martinez | RTD    | 4 (8), 2:00   | 21 may 2021  | Arena Adolfo López Mateos, Tlalnepantla de Baz, México            |                                                               |
| 68  | Derrota   | 54–10–4 | Yulihan Luna            | UD     | 10            | 31 oct 2020  | Grand Oasis Arena, Cancún, México                                 | Perdió el título de peso gallo femenino del CMB               |
| 67  | Victoria  | 54–9–4  | Carolina Duer           | UD     | 10            | 12 oct. 2019 | Centro de Convenciones, Fresnillo, México                         | Retuvo el título de peso gallo femenino del CMB               |
| 66  | Victoria  | 53–9–4  | Diana Fernandez         | UD     | 10            | 15 jun. 2019 | Plaza de la Mexicanidad, Ciudad Juárez, México                    | Retuvo el título de peso gallo femenino del CMB               |
| 65  | Victoria  | 52–9–4  | Eva Naranjo             | UD     | 10            | 2 mar. 2019  | Gimnasio Solidaridad, Fresnillo, México                           | Retuvo el título de peso gallo femenino del CMB               |
| 64  | Victoria  | 51–9–4  | Susie Ramadan           | UD     | 10            | 27 oct. 2018 | Auditorio Miguel Barragán, San Luis Potosí, México                | Retuvo el título de peso gallo femenino del CMB               |
| 63  | Victoria  | 50–9–4  | Terumi Nuki             | UD     | 10            | 11 ago. 2018 | Arena Ciudad de México, México                                    | Retuvo el título de peso gallo femenino del CMB               |
| 62  | Victoria  | 49–9–4  | Carolina Arias          | UD     | 10            | 28 abr. 2018 | Gimnasio Miguel Hidalgo, Puebla, México                           | Retuvo el título de peso gallo femenino del CMB               |
| 61  | Victoria  | 48–9–4  | Gabriela Bouvier        | UD     | 10            | 17 feb. 2018 | Arena Coliseo, Ciudad de México, México                           | Retuvo el título de peso gallo femenino del CMB               |
| 60  | Victoria  | 47–9–4  | Alesia Graf             | TKO    | 6 (10), 0:24  | 11 nov. 2017 | Palenque INFORUM, Irapuato, México                                | Retuvo el título de peso gallo femenino del CMB               |
| 59  | Victoria  | 46–9–4  | Terum Nuki              | UD     | 10            | 8 jul. 2017  | Auditorio Benito Juárez, Zapopan, México                          | Retuvo el título de peso gallo femenino del CMB               |
| 58  | Victoria  | 45–9–4  | Catherine Phiri         | UD     | 10            | 1 abr. 2017  | Zócalo, Ciudad de México, México                                  | Ganó WBC female bantamweight title                            |
| 57  | Victoria  | 44–9–4  | Irma Garcia             | MD     | 10            | 17 dic. 2016 | Grand Oasis Arena, Cancún, México                                 | Retuvo el título de peso gallo femenino del CMB               |
| 56  | Derrota   | 43–9–4  | Daniela Romina Bermúdez | UD     | 10            | 27 ago. 2016 | Arena Coliseo, Ciudad de México, México                           |                                                               |
| 55  | Victoria  | 43–8–4  | Tamao Ozawa             | UD     | 10            | 14 may. 2016 | Arena Coliseo, Ciudad de México, México                           | Retuvo el título de peso gallo femenino del CMB               |
| 54  | Victoria  | 42–8–4  | Noemi Bosques           | UD     | 10            | 6 feb. 2016  | Arena Coliseo, Ciudad de México, México                           | Retuvo el título de peso gallo femenino del CMB               |
| 53  | Empate    | 41–8–4  | Vanesa Taborda          | SD     | 10            | 10 oct. 2015 | Auditorio Municipal de Cabo San Lucas, Los Cabos, México          | Retuvo el título de peso gallo femenino del CMB               |
| 52  | Victoria  | 41–8–3  | Vanesa Taborda          | SD     | 10            | 11 jul. 2015 | Centro Internacional Acapulco, Acapulco, México                   | Retuvo el título de peso gallo femenino del CMB               |
| 51  | Derrota   | 40–8–3  | Naoko Fujioka           | SD     | 10            | 14 mar. 2015 | Auditorio Municipal, Naucalpan, México                            |                                                               |
| 50  | Victoria  | 40–7–3  | Carla Romina Weiss      | RTD    | 3 (10), 2:00  | 6 sep. 2014  | Gimnasio Miguel Hidalgo, Puebla, México                           | Retuvo el título de peso gallo femenino del CMB               |
| 49  | Victoria  | 39–7–3  | Melissa McMorrow        | UD     | 10            | 22 feb. 2014 | Gimnasio Miguel Hidalgo, Puebla, México                           | Retuvo el título de peso gallo femenino del CMB               |
| 48  | Victoria  | 38–7–3  | Nimaphon Musika         | UD     | 10            | 12 oct. 2013 | Hard Rock Hotel, Puerto Vallarta, México                          | Retuvo el título de peso gallo femenino del CMB               |
| 47  | Victoria  | 37–7–3  | Riyo Togo               | UD     | 10            | 13 jul. 2013 | Centro de Espectáculos de la Feria de León, León, México          | Won vacant WBC International female super flyweight title     |
| 46  | Derrota   | 36–7–3  | Riyo Togo               | TKO    | 1 (10), 1:58  | 27 abr. 2013 | Arena México, Ciudad de México, México                            | For vacant WBC International female super flyweight title     |
| 45  | Victoria  | 36–6–3  | Tenkai Tsunami          | UD     | 10            | 15 dic. 2012 | Arena Coliseo, Guadalajara, México                                |                                                               |
| 44  | Derrota   | 35–6–3  | Ava Knight              | UD     | 10            | 13 oct. 2012 | Palacio de los Deportes, Ciudad de México, México                 | Lost WBC female flyweight title                               |
| 43  | Victoria  | 35–5–3  | Shindo Go               | SD     | 10            | 14 jul. 2012 | Citizens Business Bank Arena, Ontario, California, Estados Unidos | Retuvo el título de peso gallo femenino del CMB               |
| 42  | Victoria  | 34–5–3  | Arely Muciño            | SD     | 10            | 12 may. 2012 | Hotel Presidente Intercontinental, Ciudad de México, México       | Retuvo el título de peso gallo femenino del CMB               |
| 41  | Victoria  | 33–5–3  | Anastasia Toktaulova    | RTD    | 4 (10), 2:00  | 25 feb. 2012 | Arena México, Ciudad de México, México                            | Retuvo el título de peso gallo femenino del CMB               |
| 40  | Victoria  | 32–5–3  | Diana Gonzalez          | PTS    | 10            | 10 dic. 2011 | Gran Tlachco, Playa del Carmen, México                            | Retuvo el título de peso gallo femenino del CMB               |
| 39  | Victoria  | 31–5–3  | Daniela Bouvier         | TKO    | 4 (10), 1:12  | 15 oct. 2011 | Gimnasio Revolución, Calpulalpan, México                          | Retuvo el título de peso gallo femenino del CMB               |
| 38  | Victoria  | 30–5–3  | Asami Shikasho          | UD     | 10            | 27 ago. 2011 | Plaza de Toros, Huamantla, México                                 | Retuvo el título de peso gallo femenino del CMB               |
| 37  | Victoria  | 29–5–3  | Gabriela Bouvier        | TKO    | 7 (10), 1:58  | 21 may. 2011 | Centro de Espectáculos, Morelia, México                           | Retuvo el título de peso gallo femenino del CMB               |
| 36  | Victoria  | 28–5–3  | Simona Galassi          | UD     | 10            | 11 mar. 2011 | Jose Quervo Salon, Ciudad de México, México                       | Ganó WBC female flyweight title                               |
| 35  | Victoria  | 27–5–3  | Maribel Ramirez         | KO     | 8 (10), 0:41  | 20 nov. 2010 | Arena Monterrey, Monterrey, México                                | Retuvo el título de peso gallo femenino del CMB               |
| 34  | Victoria  | 26–5–3  | Diana Gonzalez          | KO     | 5 (10), 2:35  | 14 ago. 2010 | Auditorio Luis Estrada Medina, Guasave, México                    | Retuvo el título interino de peso gallo femenino del CMB      |
| 33  | Victoria  | 25–5–3  | Susana Vazquez          | SD     | 10            | 22 may. 2010 | Auditorio Plaza Condesa, Ciudad de México, México                 |                                                               |
| 32  | Victoria  | 24–5–3  | Abigail Villar          | UD     | 10            | 6 mar. 2010  | Auditorio Ernesto Rufo, Rosarito, México                          | Retuvo el título interino de peso gallo femenino del CMB      |
| 31  | Victoria  | 23–5–3  | Anahi Torres            | UD     | 10            | 12 dic. 2009 | Gimnasio INDEJ, Tepic, México                                     | Retuvo el título interino de peso gallo femenino del CMB      |
| 30  | Victoria  | 22–5–3  | Susana Vazquez          | TKO    | 7 (10), 1:00  | 12 sep. 2009 | Ensenada, México                                                  | Retuvo el título interino de peso gallo femenino del CMB      |
| 29  | Victoria  | 21–5–3  | Carolina Alvarez        | TKO    | 8 (10)        | 25 jul. 2009 | Avenida Revolución, Tijuana, México                               | Retuvo el título interino de peso gallo femenino del CMB      |
| 28  | Victoria  | 20–5–3  | Irma Sánchez            | UD     | 8             | 5 jun. 2009  | Palenque Calle 2, Zapopan, México                                 | Won vacant WBC interim female flyweight title                 |
| 27  | Victoria  | 19–5–3  | Anahi Torres            | UD     | 10            | 28 mar. 2009 | Deportivo Pino Suárez, Ciudad de México, México                   |                                                               |
| 26  | Victoria  | 18–5–3  | Esmeralda Moreno        | UD     | 10            | 29 nov. 2008 | Arena México, Ciudad de México, México                            | Retuvo el título internacional de peso gallo femenino del CMB |
| 25  | Victoria  | 17–5–3  | Suzannah Warner         | UD     | 10            | 27 sep. 2008 | Arena México, Ciudad de México, México                            | Ganó el título de peso gallo femenino del CMB                 |
| 24  | Victoria  | 16–5–3  | Diana Gonzalez          | UD     | 10            | 23 ago. 2008 | El Foro, Tijuana, México                                          |                                                               |
| 23  | Victoria  | 15–5–3  | Sandra Hernandez        | TKO    | 10 (10), 1:54 | 17 jul. 2008 | Roots Magic Club, Ciudad de México, México                        | Won Mexican female flyweight title                            |
| 22  | Derrota   | 14–5–3  | Monica Lovato           | SD     | 10            | 28 jul. 2007 | Sky City Casino, Acoma Pueblo, Nuevo México, Estados Unidos       | For vacant IBA female bantamweight title                      |
| 21  | Derrota   | 14–4–3  | Myung Ok Ryu            | TKO    | 10 (10)       | 30 mar. 2005 | Hotel Sunrise International, Shenyang, China                      | Lost IFBA super flyweight title                               |
| 20  | Victoria  | 14–3–3  | Carla Witherspoon       | TKO    | 2 (8), 1:41   | 25 feb. 2005 | Las Trancas Hall, Maywood, California, Estados Unidos             |                                                               |
| 19  | Victoria  | 13–3–3  | In Young Lee            | SD     | 10            | 14 nov. 2004 | University Gymnasium, Yongin, Corea del Sur                       | Won vacant IFBA super flyweight title                         |
| 18  | Victoria  | 12–3–3  | Yvonne Chavez           | TKO    | 4 (6), 1:05   | 30 abr. 2004 | Dodge Arena, Hidalgo (Texas), Estados Unidos                      |                                                               |
| 17  | Victoria  | 11–3–3  | Yvonne Chavez           | UD     | 5             | 7 oct. 2003  | Pechanga Resort & Casino, Temecula, México                        |                                                               |
| 16  | Victoria  | 10–3–3  | Lorri Aguilera          | UD     | 4             | 18 sep. 2003 | Santa Ana Stadium, Santa Ana, California, Estados Unidos          |                                                               |
| 15  | Empate    | 9–3–3   | Elena Reid              | PTS    | 6             | 28 jun. 2003 | Celebrity Theatre, Phoenix, Arizona, Estados Unidos               |                                                               |
| 14  | Derrota   | 9–3–2   | Ana Maria Torres        | UD     | 10            | 26 jun. 2002 | Salón 21, Ciudad de México, México                                | For vacant Mexican female bantamweight title                  |
| 13  | Victoria  | 9–2–2   | Miriam Serrano          | TKO    | 1 (4)         | 10 abr. 2002 | Salón 21, Ciudad de México, México                                |                                                               |
| 12  | Victoria  | 8–2–2   | Jessica Treat           | TKO    | 4 (4), 0:17   | 21 jun. 2001 | Quiet Cannon, Montebello (California), Estados Unidos             |                                                               |
| 11  | Victoria  | 7–2–2   | Sue Chase               | TKO    | 3 (6), 0:50   | 11 may. 2001 | Quiet Cannon, Montebello, California, Estados Unidos              |                                                               |
| 10  | Victoria  | 6–2–2   | Ivonne Munoz            | PTS    | 4             | 21 oct. 2000 | Salón 21, Ciudad de México, México                                |                                                               |
| 9   | Victoria  | 5–2–2   | Gloria Rios             | UD     | 4             | 29 ene. 2000 | Salina Cruz, México                                               |                                                               |
| 8   | Empate    | 4–2–2   | Ana Maria Torres        | SD     | 4             | 11 dec. 1999 | Arena México, Ciudad de México, México                            |                                                               |
| 7   | Victoria  | 4–2–1   | Maribel Zamora          | TKO    | 3 (4)         | 30 oct. 1999 | Arena México, Ciudad de México, México                            |                                                               |
| 6   | Empate    | 3–2–1   | Ivonne Munoz            | PTS    | 4             | 15 sep. 1999 | Arena México, Ciudad de México, México                            |                                                               |
| 5   | Victoria  | 3–2     | Gloria Rios             | TKO    | 3 (4)         | 21 ago. 1999 | Arena México, Ciudad de México, México                            |                                                               |
| 4   | Victoria  | 2–2     | Maria Duran             | PTS    | 4             | 31 jul. 1999 | Cancún, México                                                    |                                                               |
| 3   | Derrota   | 1–2     | Ana Maria Torres        | SD     | 4             | 3 jul. 1999  | Arena México, Ciudad de México, México                            |                                                               |
| 2   | Derrota   | 1–1     | Maria Duran             | TKO    | 3 (4)         | 21 dec. 1998 | San Mateo Atenco, México                                          |                                                               |
| 1   | Victoria  | 1–0     | Virginia Esparza        | TKO    | 2 (4)         | 22 may. 1998 | Ciudad de México, México                                          |                                                               |